# Rokytnice u Přerova
Rokytnice u Přerova – przystanek kolejowy w Rokytnicy, w kraju ołomunieckim, w Czechach. Znajduje się na wysokości 210 m n.p.m. i leży na linii kolejowej nr 270.